# Parti des travailleurs
Parti des travailleurs (PT) (česky Strana pracujících) byla francouzská levicová strana založená v roce 1991. Ve straně byly rozpoznatelné čtyři proudy: trockistický (nebo též internacionálně komunistický), socialistický (okolo bývalých členů PS a MDC), komunistický (vzešlý z bývalých členů PCF) a anarchosyndikalistický. PT zaujímala kritický postoj vůči Evropské unii. Strana vydávala týdeník Informations ouvrières (Dělnické informace). Národním sekretářem strany byl Daniel Gluckstein.
V roce 2008 ukončila svou činnost a členstvo přešlo do nově založené Nezávislé dělnické strany (POI).

## Volební výsledky
V prezidentských volbách v roce 2002 obdržel kandidát PT Daniel Gluckstein nejméně ze všech uchazečů, pouze 132 686 hlasů, tj. 0,47 %.
V prezidentských volbách v roce 2007 získal za PT Gérard Schivardi 123 540 hlasů, respektive 0,34 % (což byl opět nejslabší výsledek).
Strana neměla zastoupení v žádné z komor francouzského Parlamentu.